# Corte di cassazione (Città del Vaticano)
La Corte di cassazione della Città del Vaticano è il tribunale di ultima istanza dello Stato della Città del Vaticano; è costituito da quattro cardinali membri, due o più giudici, un promotore di giustizia e un notaio.
Ha sede in piazza Santa Marta. Dal 1º gennaio 2024 presidente è il cardinale Kevin Joseph Farrell.

## Storia e funzioni
La Corte di cassazione della Città del Vaticano è stata istituita dalla legge del 21 novembre 1987, n. CXIX. Questa legge è stata abrogata dalla legge del 16 marzo 2020, n. CCCLI.. La Corte esercita la giustizia a nome del Sommo Pontefice.
Secondo l'art. 19 comma 1 della legge CCCLI, modificato dal Motu proprio del 12 aprile 2023, la Corte di cassazione è costituita da quattro cardinali nominati per un quinquennio dal Sommo Pontefice, il quale designa fra essi il presidente, nonché da due o più giudici applicati.
Dal 1961 fino al 1997 il tribunale esercitava le funzioni di tribunale supremo anche per il Sovrano Militare Ordine di Malta.
Inoltre è l'unico organo competente, solo dopo assenso del Sommo Pontefice che giudica i cardinali e i vescovi nelle cause penali al di fuori del canone 1405 par. 1 del Codice di diritto canonico.
Le funzioni di pubblico ministero sono esercitate da un promotore di giustizia, nominato anno per anno all'apertura dell'anno giudiziario dal presidente tra coloro che possono votare nel Supremo Tribunale della Segnatura Apostolica.
Storicamente, fino alla nomina del card. Farrell, il ruolo di presidente della Corte di Cassazione era ricoperto dal presidente del Supremo tribunale della Segnatura apostolica.

## Membri
I membri attuali, in carica dal 1° gennaio 2024, sono:
- card. Kevin Joseph Farrell
- card. Matteo Maria Zuppi
- card. Augusto Paolo Lojudice
- card. Mauro Gambetti
- prof.ssa Antonia Antonella Marandola (giudice applicato)
- prof.ssa Chiara Minelli (giudice applicato)

## Cronotassi dei presidenti
...
- Cardinale Gilberto Agustoni † (26 novembre 1994 - 5 ottobre 1998 ritirato)
- Arcivescovo Zenon Grocholewski † (5 ottobre 1998 - 15 novembre 1999 nominato prefetto della Congregazione per l'educazione cattolica (dei Seminari e degli Istituti di Studi))
- Cardinale Mario Francesco Pompedda † (16 novembre 1999 - 27 maggio 2004 ritirato)
- Cardinale Agostino Vallini (27 maggio 2004 - 27 giugno 2008 nominato cardinale vicario per la diocesi di Roma)
- Cardinale Raymond Leo Burke (27 giugno 2008 - 8 novembre 2014 nominato patrono del Sovrano Militare Ordine di Malta)
- Cardinale Dominique Mamberti (8 novembre 2014 - 31 dicembre 2023)
- Cardinale Kevin Joseph Farrell (1º gennaio 2024 - in carica)